# Girazga
Girazga (llamada oficialmente San Salvador de Xirazga) es una parroquia española del municipio de Beariz, en la provincia de Orense, Galicia.

## Toponimia
La parroquia también es conocida por el nombre de San Salvador de Girazga.

## Organización territorial
La parroquia está formada por seis entidades de población:
- Abeleira (A Abeleira)
- Alén
- Boade (Doade)
- Correa
- Framia
- Ricobanca (Ricovanca)

## Demografía
| Gráfica de evolución demográfica de Girazga entre 2000 y 2022 |
|                                                               |
| Datos según el nomenclátor publicado por el INE.              |

## Patrimonio
Es la única parroquia de toda la comarca de Carballino que tiene una mámoa señalizada, la mámoa de Girazga. También está considerada como la mejor cuidada. 